# Horace Heidt
Horace Heidt (21. maj 1901 – 1. december 1986) var en amerikansk bigbandleder, pianist og entertainer. Han blev mest kendt for sit orkester Horace Heidt and His Musical Knights, der var store nationale berømtheder. De optrådte i en årrække i både fjernsyn og radio. Sangeren Matt Dennis begyndte sin karriere i Heidts band og på et tidspunkt var skuespilleren Art Carney orkestrets syngende komiker.